# Icchok Malmed

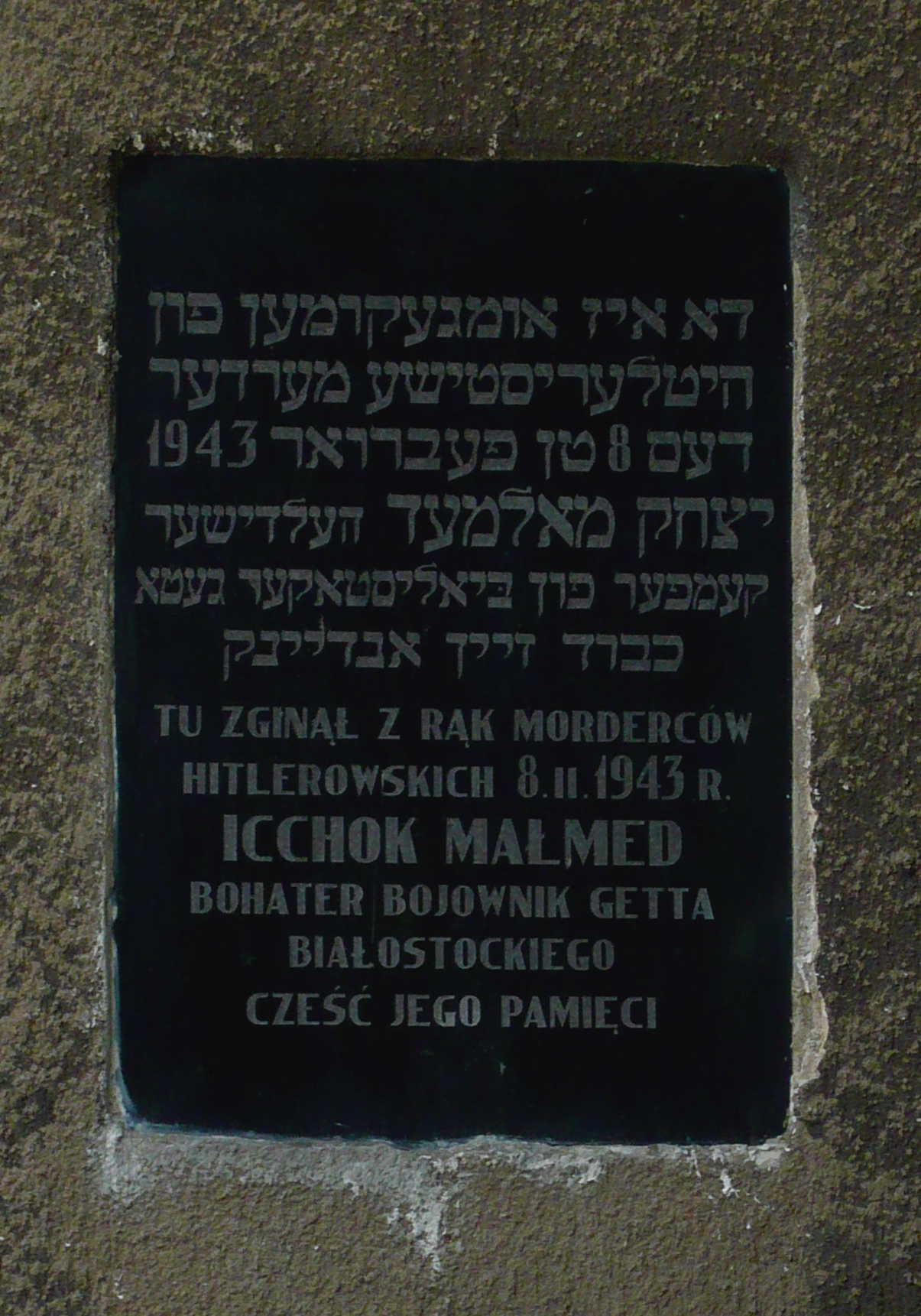
Tablica pamiątkowa przy ul. Malmeda w Białymstoku

Icchok Malmed (jid. יצחק מאַלמעד) (ur. 1903 w Brześciu Litewskim, zm. 8 lutego 1943 w Białymstoku) – polski Żyd, bohater getta białostockiego. Oblał kwasem solnym żołnierza Schutzstaffel (SS), a następnie, na skutek groźby masowej egzekucji Żydów, dobrowolnie oddał się w ręce Niemców.

## Opis zdarzeń
Na przełomie stycznia i lutego 1943 roku rozpoczął się pierwszy etap likwidacji getta w Białymstoku.
W pierwszych dniach lutego, podczas wysiedlenia mieszkańców budynku mieszczącego się przy ulicy Kupieckiej 29, jeden ze zgromadzonych przed budynkiem mieszkańców, Icchok Malmed, wyciągnął z kieszeni słoik z kwasem solnym i chlusnął nim w twarz jednemu z SS-manów. W poszukiwaniu zemsty oślepiony żołnierz otworzył ogień z broni palnej, zabijając przy tym jednego ze swoich towarzyszy. Malmed korzystając z zamieszania zdołał zbiec.
Poinformowany o zajściu komendant gestapo Fritz Gustaw Friedel, wydał rozkaz złapania setki kobiet, mężczyzn i dzieci zamieszkałych w pobliżu miejsca zdarzenia i rozstrzelania ich pod murem pobliskiego ogrodu. Następnie zebrano kolejną grupę Żydów, których zmuszono do wykopania dużego dołu w celu pogrzebania ofiar wyroku. Grób został przykryty cienką warstwą ziemi. Część ofiar wciąż jeszcze żyła.
Zastrzelony przez oblanego kwasem solnym kolegę żołnierz został zaniesiony do budynku Judenratu i położony na biurku Efraima Barasza (zwierzchnika Judenratu). Friedel wypowiedział następujące słowa: Zobacz co zrobili twoi żydowscy kryminaliści. Teraz my się zemścimy. Zobaczycie do czego jesteśmy zdolni. Fritz Gustaw Friedel postawił ultimatum: albo winny popełnienia przestępstwa odnajdzie się w przeciągu 24 godzin, albo całe getto zostanie zniszczone wraz ze wszystkimi jego mieszkańcami.
Efraim Barasz świadom tego, że Niemcy bynajmniej nie żartują, wysłał wiadomość Icchokowi Malmedowi mówiącą o tym, aby ten się poddał i ocalił tym samym tysiące istnień ludzkich. Icchok Malmed oddał się w ręce Niemców natychmiast po otrzymaniu wiadomości.
Mordechaj Tenenbaum opisywał odwagę Icchoka Malmeda w swoim pamiętniku. Icchok Malmed zapytany o to, dlaczego zaatakował niemieckiego żołnierza, odpowiedział: „Nienawidzę was. Żałuję, że zabiłem tylko jednego. Na moich oczach zamordowaliście moich rodziców. Tysiące Żydów zostało zamordowanych w Słonimie przede mną. Ani trochę nie żałuję tego, co zrobiłem”. Tenenbaum próbował przemycić Malmedowi do więzienia truciznę. Próba nie powiodła się, do więźnia nie mogli się zbliżać nawet funkcjonariusze żydowskiej policji.
Następnego ranka, 8 lutego, Icchok Malmed został powieszony w bramie Judenratu, również przy ulicy Kupieckiej, w pobliżu miejsca, w którym dokonał zamachu. Przed egzekucję zdołał wygłosić płomienne przemówienie oskarżające Niemców i zapowiadające im klęskę. Po kilku minutach od powieszenia lina, na której wisiał, pękła i jego ciało spadło na ziemię. Momentalnie zostało ostrzelane z karabinów maszynowych i ponownie powieszone na szubienicy, na kolejne 48 godzin.
Dziś w tym miejscu znajduje się tablica pamiątkowa wmurowana w ścianę kamienicy. Dawna ulica Kupiecka, nosi dziś imię Icchoka Malmeda. Tablica pamiątkowa jest jednym z punktów otwartego w czerwcu 2008 roku Szlaku Dziedzictwa Żydowskiego w Białymstoku opracowanego przez grupę doktorantów i studentów Uniwersytetu w Białymstoku – wolontariuszy Fundacji Uniwersytetu w Białymstoku.
Ulice Icchoka Malmeda istnieją także w Ełku i Sokółce. 